# 九龍巴士80M線
九龍巴士80M線是香港一條已取消的巴士路線，來往穗禾苑和九龍塘站，為穗禾苑居民提供接駁港鐵觀塘綫的服務，停辦前只於星期一至五繁忙時間提供單向服務。

## 歷史
- 1979年12月31日：投入服務，原稱「70M」，總站設於瀝源。[1]
- 1980年9月21日：總站遷往禾輋。
- 1981年10月11日：因應第二代81線停止服務，總站遷往沙田街市，途經源禾路、P6路、大涌橋路、P5路、沙角街及大涌橋路來往九龍塘。[2]
- 1982年5月7日：配合九廣鐵路（今東鐵綫）電氣化服務貫通紅磡至沙田，沙田總站遷往穗禾苑，不再途經沙角街及大涌橋路[3][4]，同時回應穗禾苑居民要求開辦直達九龍市區巴士路線的訴求[5]。
- 1987年8月9日：為避免與大埔及北區的巴士路線混淆，及統一沙田區的巴士路線編號，編號更改為「80M」。[6][7]
- 1988年7月10日：更改在沙田市中心內的行車路線，來回方向不再途經沙田鄉事會路及大埔公路－沙田段：往九龍塘地鐵站方向改經担杆莆街、沙田正街、白鶴汀街及沙田正街前往獅子山隧道公路；往穗禾苑方向改經沙田正街、沙田市中心巴士總站、沙田正街及橫壆街前往源禾路。[8]
- 1992年8月24日：加入空調巴士服務。
- 2001年9月16日：提升為全空調服務。[9]
- 2002年10月19日：增設與多條獅子山隧道路線的轉乘優惠。[10]
- 2006年11月4日：為配合九龍塘教育服務中心地下的九龍塘（沙福道）公共交通交匯處啟用而將總站遷入該處。[11][12]
- 2014年9月1日：增設由沙田市中心往穗禾苑的分段收費$4.5，同時往九龍塘鐵路站方向加停「獅子山隧道」分站。[13][14]
- 2015年6月27日：增設到站時間預報。[15]
- 2018年1月29日：九龍塘站尾班車時間延長至01:00，並修訂行車時間表。[16]
- 2021年5月17日：往穗禾苑方向不再途經山尾街，取消「山尾街」站，改停火炭路「松頭下路」站。[17]
- 2024年2月18日：改為只於星期一至五繁忙時間提供服務，由穗禾苑開出時間為07:05及07:30，由九龍塘站開出時間為18:50及19:20。[18][19]
- 2025年8月4日：取消服務。[20][21]

## 服務時間及班次
- 星期一至五
  - 穗禾苑開：07:05、07:30
  - 九龍塘站開：18:50、19:20

星期六、日及公眾假期不設服務

## 收費
全程：$6.5
- 沙田市中心往穗禾苑：$5.2

| - 本線設有12歲以下小童及65歲或以上長者半價優惠。 - 65歲或以上香港居民使用「樂悠咭」，以及12歲以下合資格殘疾兒童使用「殘疾人士身份」個人八達通繳付車資，均可享有每程$2.0或半價（以較低者為準）的票價優惠；12至64歲合資格殘疾人士使用「殘疾人士身份」個人八達通（包括「樂悠咭」），以及60至64歲香港居民使用「樂悠咭」繳付車資，均可享有每程$2.0或全費（以較低者為準）的票價優惠。 - 65歲或以上長者如使用長者或一般個人八達通繳付車資，則只可享有半價優惠；12至64歲合資格殘疾人士如不使用「殘疾人士身份」個人八達通，以及60至64歲人士如不使用「樂悠咭」繳付車資，必須繳付全費。 - 乘客可以現金或八達通於上車時付款，不設找續。 - 每位成人乘客可免費攜帶最多兩名4歲以下而不佔座位的兒童乘客乘車，超額之4歲以下小童必須繳付小童車費乘車。 - 持有「九巴月票」之乘客在車票有效期內，每日可享最多10程任何九龍巴士及龍運巴士路線（包括本路線，以及聯營路線的九龍巴士／龍運巴士提供的班次；惟乘搭機場「A」及「NA」線則可享原價二七折優惠（不會計算每天10次合資格車程））；而B1線則每日可享最多各2程（不會計算每天10次合資格車程）。 - 九龍巴士、城巴、龍運巴士及陽光巴士全職員工及家屬（不包括外判職員）可免費乘搭本路線，惟必須拍職員或職員家屬八達通。 - 乘客亦可透過多元化電子支付系統（e度嘟）繳付車資，包括使用非接觸式VISA卡、JCB卡、萬事達卡、銀聯卡、美國運通、大來國際、Discover Card、Apple Pay、Google Pay、Samsung Pay、AlipayHK「易乘碼」、支付寶、WeChatHK／微信支付「搭車碼」、銀聯雲閃付「乘車碼」及BOC Pay「乘車碼」。乘客使用此付款方式，使用此支付方式的乘客可享有中途下車之分段收費，以及與其他九巴／龍運獨營路線或聯營線九巴／龍運班次之轉乘優惠，惟不適用於與非九巴／龍運路線之轉乘優惠，亦不能享有「公共交通費用補貼計劃」及「長者及合資格殘疾人士公共交通票價優惠計劃」。 |

| 第一程／第二程路線 | 第二程優惠車資              | 時限    |
| --- | --------------------------- | ------- |
| 72X、74A、80／80A／80P、81C／281B／281X、 85、85A、85B、86、86A、86C、87B、87C／87D／87E、 89、89B、270A／270C、271／271B／271P、281A | 成人：$4.2 小童／長者：$2.1 | 150分鐘 |

注意事項：

- 乘客可於各個可接駁第二程路線的巴士站轉車。
- 轉乘優惠不適用於轉乘同一路線或用"/"劃分的組別之路線。

官方網頁：請按此

## 使用車輛
受制於穗禾苑內狹窄的車輛通道，過去本線一般不會使用11米或以上的巴士。本線於1992年8月24日起獲分配從280P線退出服務而調來的空調巴士時，亦只獲派長度不多於10米的空調巴士行走。
九巴最後三輛以「3+2」座位編排的丹尼士巨龍9.9米巴士（ADS143／GV1553、ADS144／GV1753及ADS145／GV6074）於2014年6月25日退役當日晚上21:00，特別行走本線，由九龍塘站開往穗禾苑，三部巴士退役後亦象徵全港專營巴士公司以「3+2」座位編排的公共巴士，已經全面退役。
因應280P線於2015年1月24日取消，過往本線與280P線共用2輛巴士的安排亦隨之取消，惟當日起本線仍須在平日下午及傍晚繁忙時間維持每13-15分鐘開出一班（與非繁忙時間相比更為頻密），因此在平日下午會有從其它路線調來的額外車輛支援本線。在是次服務改動後初期，本線掛牌車及額外支援車輛均仍只獲派10.6米或以下長度之雙層空調巴士行走。
隨著九巴旗下部份十米雙層空調巴士陸續退役，前述之「額外車輛」於2017年開始出現12米巴士負責本線下午及傍晚繁忙時間部份班次。
隨著穗禾苑總站的用車限制於2017年11月解除後，280X線於同年12月1日起分階段獲派中軸驅動之12米巴士作掛牌車。由2018年起因該線部份用車需於指定時段行走80M線，本線亦陸續有更多班次使用12米車輛行走，其中亞歷山大丹尼士Enviro 500 MMC12米巴士（ATENU1248／VB4398）在2018年披上九巴85週年全車身廣告時亦曾行走本線。
本線之掛牌車輛則在2019年7月起全數獲派12米亞歷山大丹尼士Enviro 500（ATE）雙層低地台巴士。
本線停辦前使用3輛Enviro500 12米（ATEU）雙層巴士作掛牌，均屬沙田車廠。
| 車隊編號 | 車牌   |
| -------- | ------ |
| ATEU24   | PK 662 |
| ATEU26   | PV7274 |
| ATEU35   | RA 221 |

## 行車路線

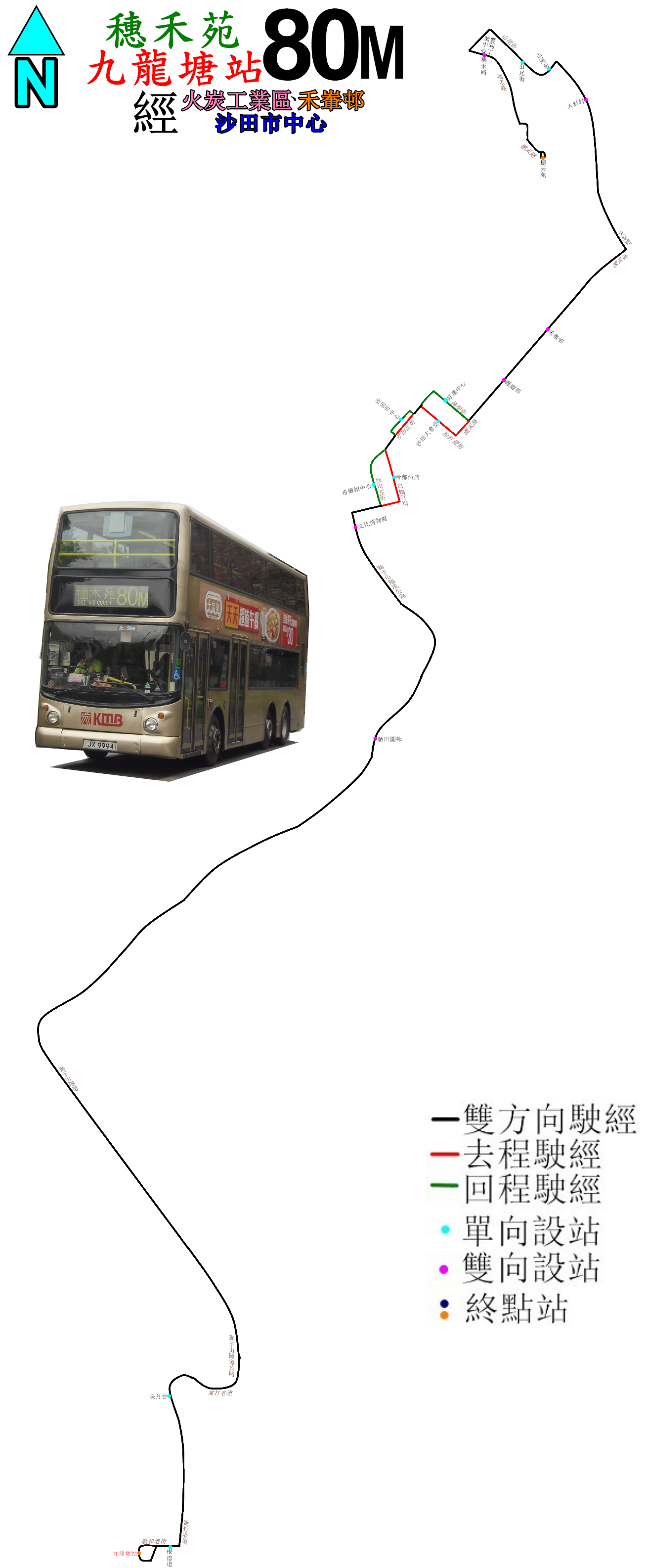
80M線的走線圖

穗禾苑開經：穗禾苑通道、穗禾路、山尾街、火炭路、源禾路、担杆莆街、沙田正街、白鶴汀街、沙田正街、獅子山隧道公路、獅子山隧道、窩打老道、歌和老街、根德道、沙福道及添福道。  
九龍塘站開經：沙福道、窩打老道、獅子山隧道、獅子山隧道公路、沙田正街、沙田市中心巴士總站、沙田正街、橫壆街、源禾路、火炭路、穗禾路及穗禾苑通道。 

### 沿線車站
| 穗禾苑開 | 穗禾苑開         | 穗禾苑開                       | 九龍塘站開 | 九龍塘站開       | 九龍塘站開                     |
| 序號     | 車站名稱         | 位置                           | 序號       | 車站名稱         | 位置                           |
| -------- | ---------------- | ------------------------------ | ---------- | ---------------- | ------------------------------ |
| 1        | 穗禾苑巴士總站   | 穗禾苑巴士總站                 | 1          | 九龍塘站巴士總站 | 九龍塘（沙福道）公共運輸交匯處 |
| 2        | 穗禾路           | 穗禾路                         | 2          | 映月台           | 窩打老道                       |
| 3        | 火炭（山尾街）   | 火炭（山尾街）公共運輸交匯處   | 3          | 新田圍邨         | 獅子山隧道公路                 |
| 4        | 火炭村           | 火炭路                         | 4          | 文化博物館       | 獅子山隧道公路                 |
| 5        | 禾輋邨           | 源禾路                         | 5          | 希爾頓中心       | 沙田正街                       |
| 6        | 瀝源邨           | 源禾路                         | 6          | 沙田市中心       | 沙田市中心巴士總站             |
| 7        | 沙田大會堂       | 担杆莆街                       | 7          | 好運中心         | 橫壆街                         |
| 8        | 帝都酒店         | 白鶴汀街                       | 8          | 瀝源邨           | 源禾路                         |
| 9        | 文化博物館       | 獅子山隧道公路                 | 9          | 禾輋邨           | 源禾路                         |
| 10       | 新田圍邨         | 獅子山隧道公路                 | 10         | 火炭村           | 火炭路                         |
| 11       | 獅子山隧道       | 獅子山隧道公路                 | 11         | 松頭下路         | 火炭路                         |
| 12       | 根德道           | 歌和老街                       | 12         | 豐利工業中心     | 穗禾路                         |
| 13       | 九龍塘站巴士總站 | 九龍塘（沙福道）公共運輸交匯處 | 13         | 穗禾苑巴士總站   | 穗禾苑巴士總站                 |

## 其他
香港最大型的巴士模型專門店──80M巴士專門店以本線命名。

## 客量及發展
80M線面對東鐵綫競爭，加上因兩鐵合併後收費調減，使此路線客量漸漸下降。但此路線仍能發揮疏導81K線客流的作用。於2015年1月24日九龍巴士280X線開辦前，由於80M及280P線乘客量偏低，而除後者外，火炭一帶未有直接巴士路線來往油尖旺區，而當時源禾路一帶亦只有途經大埔公路的81線來往油尖旺區。加上有關當局曾於沙田區區域性巴士路線重組的初步建議當中，提及安排更多巴士路線途經使用率偏低的青沙公路，並於尖山隧道及沙田嶺隧道收費廣場設立巴士轉線站，使沙田區各屋邨屋苑小區能夠有巴士路線前往該站，並透過轉乘優惠轉乘其他路線來往深水埗、油尖旺及葵青區，同時減低獅子山隧道及附近道路的負荷。
280P線原本計劃於2014年12月13日停止服務，由取道青沙公路往返尖沙咀的全日新路線280X取代，80M線就在同日更改班次。由於沙田區市民對於280X線開辦後80M線的班次仍有強烈意見，導致280X線之實際開辦日期有所延遲，直至2015年1月24日問題才告解決，「80M、280P、280X線」此項重組方案正式實施，80M線則更改為每13-25分鐘開出一班，並增設轉乘優惠。
《2022-2023年度巴士路線計劃》中，此線被建議削減至只於星期一至五提供早上兩班往九龍塘站、下午兩班往穗禾苑之服務。同時九龍巴士88X線、85線則被建議分別延長路線至穗禾苑及火炭（駿洋邨）總站，並於2024年2月18日實施。因此，80M全日服務最後服務日為2024年2月17日。
然而，由於客量進一步下跌，當局於《2025-2026年度巴士路線計劃》中，建議於2025年第三季停辦80M線。及後，九巴及當局正式定於同年8月4日起取消此線，而最後服務日為同月1日。

### 書籍
- 容偉釗. . BSI. 2003-01: 46, 82. ISBN 962841464X （中文（香港））.
- 容偉釗. . BSI. 2016-02: 105. ISBN 9789881453143 （中文（香港））.

### 其他參考資料
1. ↑  . 華僑日報. 1979-12-30: 7 （中文（香港））.
2. ↑  . 華僑日報. 1981-10-09: 10 （中文（香港））.
3. ↑  . 華僑日報. 1982-05-05: 13 （中文（香港））.
4. ↑  . 華僑日報. 1982-05-06: 9 （中文（香港））.
5. ↑  . 工商晚報. 1982-05-05: 2 （中文（香港））.
6. ↑  . 華僑日報. 1987-08-02: 13 （中文（香港））.
7. ↑  . 華僑日報. 1987-08-08: 10 （中文（香港））.
8. ↑  . 華僑日報. 1988-07-09: 7 （中文（香港））.
9. ↑   (新闻稿). 九龍巴士（一九三三）有限公司. 2001-10 （中文（香港））.
10. ↑   (新闻稿). 九龍巴士（一九三三）有限公司. 2002-10-10 （中文（香港））.
11. ↑   (新闻稿). 九龍巴士（一九三三）有限公司. 2006-11-03 （中文（香港））.
12. ↑  . 運輸署 （中文（香港））.
13. ↑  . 九龍巴士（一九三三）有限公司. 2014-08-28 （中文（香港））.
14. ↑  . 九龍巴士（一九三三）有限公司. 2014-08-28 （中文（香港））.
15. ↑   (新闻稿). 九龍巴士（一九三三）有限公司. 2015-06-26 （中文（香港））.
16. ↑   (PDF). 九龍巴士（一九三三）有限公司.   [2018-01-25]. （原始内容存档 (PDF)于2018-01-25） （中文（香港））.
17. ↑   (PDF). 九龍巴士（一九三三）有限公司.   [2021-05-13]. （原始内容存档 (PDF)于2021-05-13） （中文（香港））.
18. ↑   (PDF). 運輸署. 2024-02-06 （中文（香港））.
19. ↑   (PDF). 九龍巴士（一九三三）有限公司.   [2024-02-11]. （原始内容存档 (PDF)于2024-02-11） （中文（香港））.
20. 1 2  . 運輸署. 2025-07-29 （中文（香港））.
21. ↑   (PDF). 九龍巴士（一九三三）有限公司. 2025-07 （中文（香港））.
22. ↑  九巴新聞稿：《九巴「3+2」座位巴士全面退役》 （页面存档备份，存于），2014-06-25
23. ↑  包括（而不限於）：KN2689、KP3891等車輛。
24. ↑  .   [2017-11-29]. （原始内容存档于2018-03-25）. （页面存档备份，存于）
25. ↑  .   [2017-11-29]. （原始内容存档于2018-12-17）. （页面存档备份，存于）
26. ↑  .   [2015-01-23]. （原始内容存档于2015-03-15）. （页面存档备份，存于）
27. ↑   (PDF). 運輸署. 2025  [2025-05-26].